# Chullachaqui
 (avril 2017).
Si vous disposez d'ouvrages ou d'articles de référence ou si vous connaissez des sites web de qualité traitant du thème abordé ici, merci de compléter l'article en donnant les références utiles à sa vérifiabilité et en les liant à la section « Notes et références ».

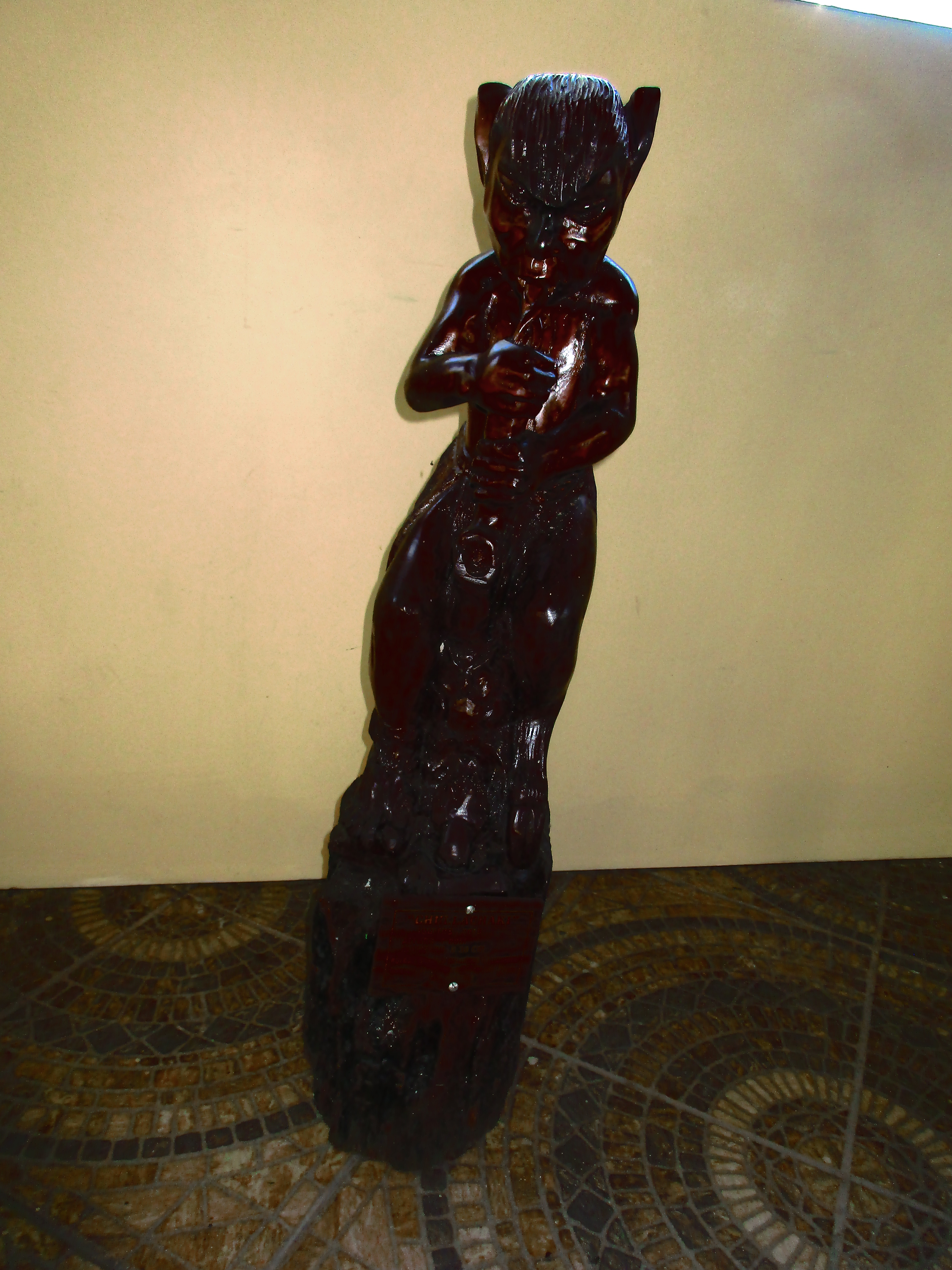
Statuette péruvienne représentant Chullachaqui.

Le chullachaqui (du quechua : chulla ou ch'ulla, [impair, inégal, unique, asymétrique] et Chaki [pied],,), aussi dénommé shapishico, est l'une des légendes les plus populaires de la jungle péruvienne. Cette créature prend l'apparence d'une personne connue pour tromper ses victimes et les faire se perdre dans la végétation dense.

## Apparence
Le chullachaqui porte un grand chapeau de paille qui dissimule un visage ridé, au nez proéminent, oreilles pointues et yeux rouges. Il mesure à peine un mètre de haut et porte un vêtement souillé. Il est voûté et a les pieds de guingois, l'un étant celui d'un être humain tandis que l'autre est celui d'un animal tel que cerf, pécari, tortue, coq, etc.

## Localisation
La légende du chullachaqui est vivace au Madre de Dios, dans la jungle de Cuzco, à Tingo María et dans les régions de Loreto, San Martín et Ucayali.

## Au cinéma
- Le chullachaqui est l'un des « protagonistes » du film L'Étreinte du serpent du réalisateur colombien Ciro Guerra, sorti en 2015.